# Алленов, Михаил Михайлович
Михаи́л Миха́йлович Алленов (род. 10 сентября 1942, Тамбов — 21 декабря 2018) — российский учёный-искусствовед, историк искусств. Доктор искусствоведения, профессор МГУ. Специалист в области русского искусства XIX — начала XX века. Член Ассоциации искусствоведов. Заслуженный профессор МГУ (2013)

## Биография
Родился в Тамбове в 1942 году. Окончил исторический факультет МГУ имени М. В. Ломоносова в 1964 году, затем работал в Государственной Третьяковской галерее.
В 1968 году начал преподавать на кафедре истории отечественного искусства исторического факультета МГУ, где проработал до смерти. В 1975 году защитил кандидатскую диссертацию «Картина А. Иванова „Явление Христа народу“ („Явление мессии“): идейно-художественная проблематика», в 1995 году — докторскую диссертацию «Метаморфозы рмантической идеи в лейтмотивах русского искусства».
Многие годы руководил учебно-ознакомительной практикой для студентов-искусствоведов в Санкт-Петербурге. Под его научным руководством подготовлены и защищены около ста дипломных работ и десять кандидатских диссертаций.
С 2010 года постоянный куратор международной конференции «Актуальные проблемы теории и истории искусства».
В 2013 году М. М. Алленову присвоено звание заслуженного профессора МГУ.
Дочь — искусствовед, редактор Екатерина Алленова (1966—2021).
Скончался 21 декабря 2018 года. Похоронен на Химкинском кладбище.